# Henry Jackson Hunt
Henry Jackson Hunt (14 de septiembre de 1819 – 11 de febrero de 1889) fue un militar estadounidense que se desempeñó como Jefe de Artillería del Ejército del Potomac durante la guerra civil estadounidense. Fue considerado por sus contemporáneos el más notable táctico y estratega de artillería de la guerra. Fue un maestro en la materia, y reescribió el manual sobre organización y uso de la artillería para los primeros tiempos de los ejércitos modernos. Su coraje y sus tácticas influyeron en el resultado de algunas de las batallas más significativas de la guerra.

## Infancia y juventud
Hunt nació en el entonces puesto fronterizo de Detroit, Míchigan. Era hijo de Samuel Wellington Hunt, un oficial de carrera de infantería, y recibió el nombre de su tío, Henry Jackson Hunt, que fue el segundo alcalde de Detroit. En 1827, siendo aún niño, acompañó a su padre en una expedición al futuro Territorio de Kansas que fundó Fort Leavenworth. Se graduó en la Academia Militar de los Estados Unidos en 1839, y fue asignado como teniente segundo provisional ("brevet") al 2.º Regimiento de Artillería. Sirvió durante la intervención estadounidense en México bajo el mando de Winfield Scott, obteniendo la designación provisional ("brevet") de capitán en premio a su valentía en las batallas de Contreras y Churubusco, y la de mayor en Chapultepec. Sus promociones al rango permanente de capitán y de mayor se produjeron en 1852 y 1861 respectivamente.

## Doctrina de artillería
Hunt tuvo grandes logros profesionales. En 1856 fue miembro de una junta de tres especialistas que revisó los ejercicios y tácticas de artillería de campaña para el ejército. 
El manual  Instructions for Field Artillery escrito por los tres (Hunt, William H. French, y William F. Barry) fue publicado por el Departamento de Guerra en 1861 y se convirtió en la "biblia" de los artilleros de campaña de la Unión durante la guerra civil. Fue uno de los principales proponentes de la doctrina organizativa que permitía que una brigada de infantería retuviese consigo baterías para apoyo cercano, pero movía las baterías antes asignadas a divisiones y cuerpos a una reserva de artillería bajo mando directo del ejército para mejorar el control estratégico.
Hunt propuso también prácticas de artillería que reflejaban su naturaleza conservadora. Si bien reconocía el poder de las baterías agrupadas para repeler los asaltos de iinfantería (como en la batalla de Malvern Hill o contra la "Carga de Pickett" en Gettysburg), instaba a sus artilleros a disparar lenta y deliberadamente, y los reprendía si excedían la cadencia de un disparo por minuto. Creía que cadencias más veloces impedían fijar correctamente el blanco y consumían munición más rápido que lo se tardaba en reponerla. Una anécdota habitualmente contada sobre Hunt dice que en una ocasión, dirigiéndose a un artillero que disparaba velozmente, exclamó: "Joven, ¿se da cuenta de que cada ronda que dispara cuesta 2,67?". Para él, disparar rápidamente también implicaba que los sirvientes de la pieza no tenían la valentía suficiente para permanecer en el campo de batalla sin ceder terreno, y deseaban retroceder tras las líneas para reaprovisionarse.

## Guerra Civil

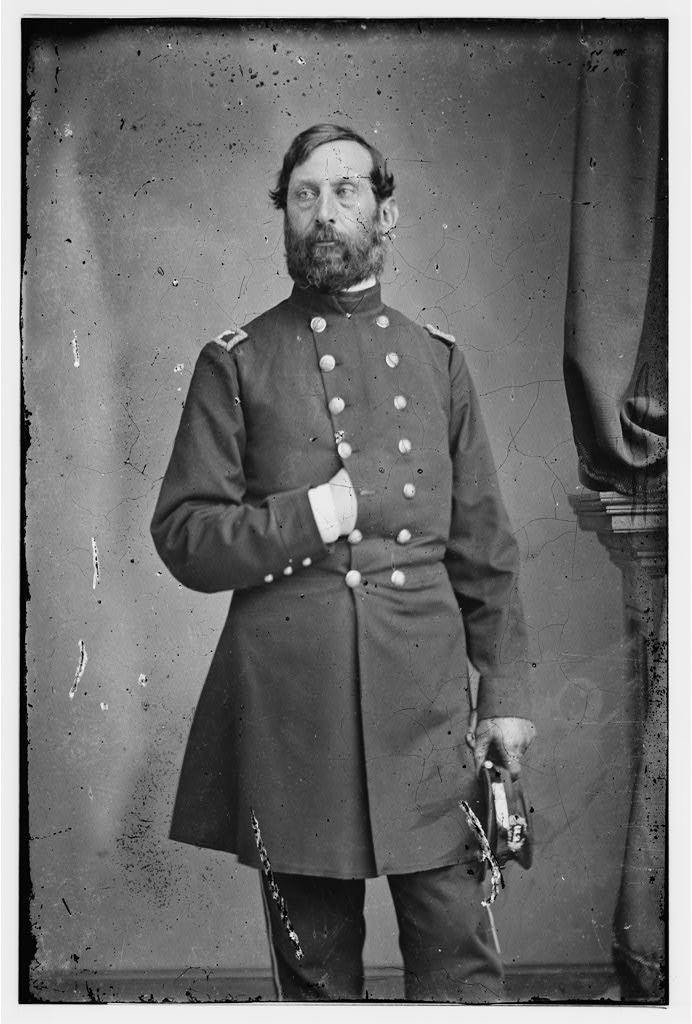
Retrato de Hunt por Mathew Brady.

Hunt obtuvo parte de su fama en la primera batalla de Bull Run de 1861, cuando su batería de cuatro cañones cubrió la retirada de una fuerza de la Unión con un duelo de artillería a corta distancia. Al poco tiempo se convirtió en jefe de la artillería del Departamento del Norte de Virginia, que defendía Washington D. C.
Como coronel en el Estado Mayor del Mayor General George B. McClellan, Hunt organizó y entrenó la reserva de artillería del Ejército del Potomac y luchó con ella en la Campaña Peninsular. Durante la guerra contribuyó más que ningún otro oficial al empleo efectivo del arma de artillería. Comandando la reserva de artillería en la batalla de Malvern Hill, sus 340 cañones repelieron repetidos asaltos de la infantería confederada con tan devastadora eficiencia que la infantería de la Unión poco tuvo para hacer. Comandó personalmente un grupo de 60 cañones, que empleó como si fuesen una única batería (habitualmente, las baterías de la Unión estaban formadas por seis cañones).
El 15 de septiembre de 1862, el día siguiente a la batalla de South Mountain, Hunt fue promovido a brigadier general de voluntarios y McClellan lo asignó a la jefatura de artillería del Ejército del Potomac para la inminente batalla de Antietam, en la que desplegó la reserva de artillería con gran efecto. En la batalla de Fredericksburg, en diciembre, sus cañones emplazados en Staffor Heights eliminaron efectivamente toda posibilidad de que el general Robert E. Lee pudiera contraatacar a las fuerzas de la Unión cruzando el río Rappahannock.
En los prolegómenos de la batalla de Chancellorsville de mayo de 1863, Hunt perdió el favor del comandante del Ejército del Potomac, Mayor General Joseph Hooker y fue desplazado del comando directo de la reserva de artillería, viéndose reducido a tareas administrativas. La falta de coordinación de las fuerzas de artillería que resultó de este desaire es reconocida como uno de los factores que contribuyeron a la derrota de la Unión. Si bien Hooker repuso a Hunt en su comando después de tres días de batalla, ya era demasiado tarde para alterar el resultado.

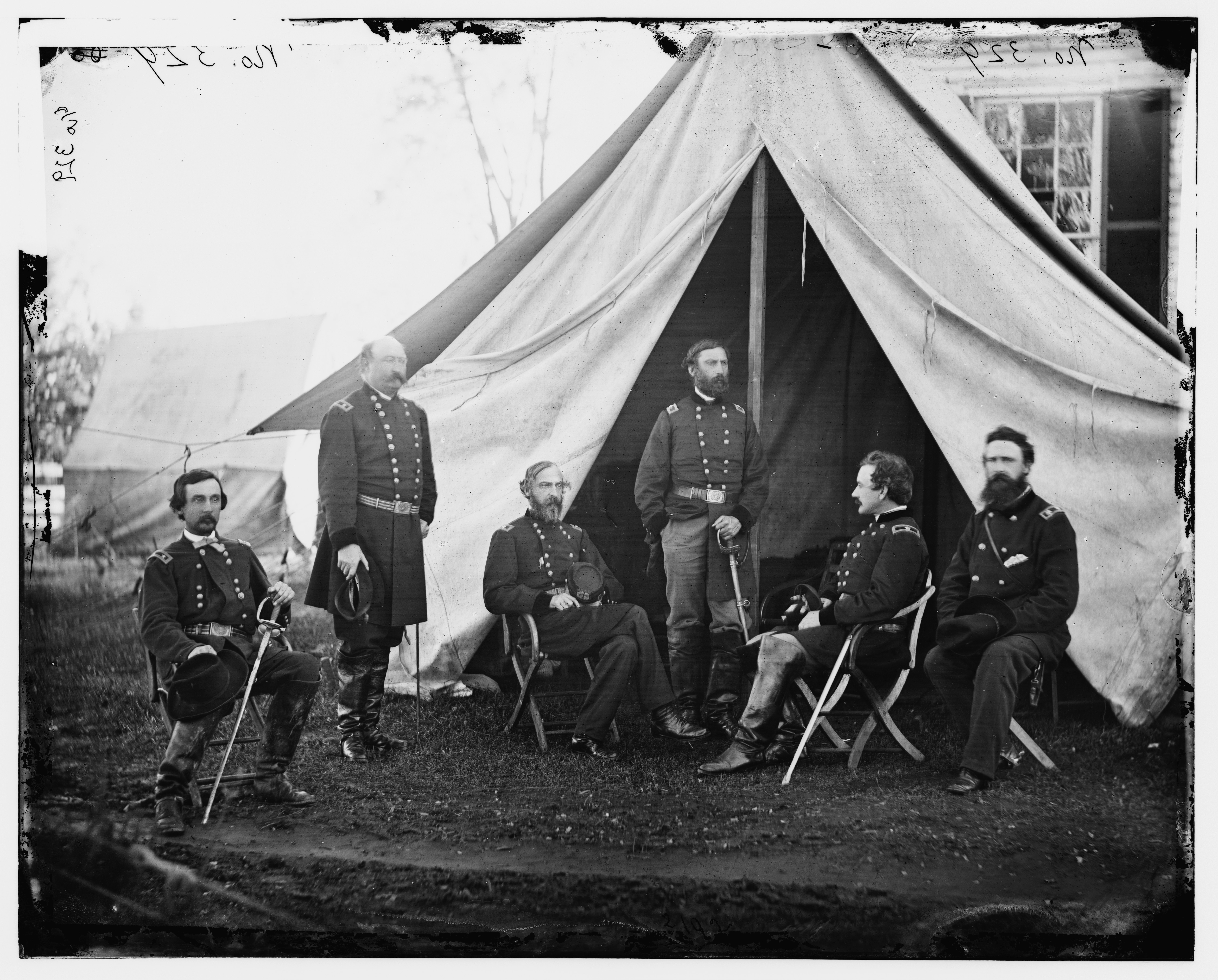
Comandantes del Ejército del Potomac, Gouverneur K. Warren, William H. French, George G. Meade, Henry J. Hunt, Andrew A. Humphreys y George Sykes en septiembre de 1863.

El servicio más famoso de Hunt en la guerra se produjo en julio de 1863, en la batalla de Gettysburg. Su nuevo comandante, Mayor General George Gordon Meade, tenía considerablemente más respeto por Hunt y no solo le dio mayor libertad de criterio para dirigir la artillaría, sino que en ocasiones lo usó como su delegado personal. Por ejemplo, el 2 de julio Meade envió a Hunt a visitar al comandante del III Cuerpo, Mayor General Daniel E. Sickles, en un intento por hacer que la línea defensiva de éste se posicionara conforme a las órdenes: un movimiento insubordinado de Sickles desde Cemetery Ridge, posición que se le había ordenado defender, hacia Peach Orchard, causó considerables dificultades para toda la defensa de la Unión. Hunt no pudo influir en el irascible general político, pero su genial análisis del terreno y del emplazamiento de las baterías sobre la cordillera fueron factores importantes en el éxito final de la Unión en el segundo día de batalla.
Su manejo de la artillería fue fundamental en el rechazo de la "carga de Pickett" del 3 de julio. Con la línea de la Unión bajo bombardeo masivo, Hunt pudo resistir las presiones del comando que lo hubieran llevado a gastar toda su munición en fuego contrabatería, reservando suficiente cantidad de proyectiles antipersonales para el ataque que preveía. Sus órdenes de cesar el fuego, a pesar de las órdenes del comandante del II Cuerpo, Mayor General Winfield S. Hancock indujeron a los confederados a pensar que las baterías federales habían sido destruidas y lanzar su desastrosa carga. El emplazamiento oculto de las baterías del teniente coronel Freeman McGilvery al norte de Little Round Top causaron bajas masivas en el asalto de infantería. Por su servicio se lo otorgó el rango provisional ("brevet") de coronel en el ejército regular de los Estados Unidos.
Durante el resto de la guerra Hunt sirvió en Virginia, manejando las operaciones de asedio durante el sitio de Petersburg en 1864 y 1865. Obtuvo los rangos provisionales de mayor general de voluntarios y de brigadier general del ejército regular.

## Después de la guerra
Al reorganizarse el ejército estadounidense en 1866, Hunt se convirtió en coronel del 5.º Regimiento de Artillería y presidente de la Junta de Artillería permanente. Ejerció varios mandos hasta 1883, año en el cual se retiró para ser gobernador del Hogar de los Soldados en  Washington D. C.. Falleció en 1889 y está enterrado en el Cementerio Nacional del Hogar de los Soldados (Soldiers' Home National Cemetery).
Además de Instructions for Field Artillery, Hunt escribió artículos sobre Gettysburg en la serie Battles and Leaders. Su hermano, Lewis Cass Hunt (1824–1886), sirvió en la infantería durante la guerra civil, convirtiéndose en brigadier general de voluntarios en 1862, y brigadier general de regulares a título provisional ("brevet") en 1865.